# Olympische Dag
De Olympische Dag (Engels: Olympic Day) is een feestdag ter ere van de verjaardag van de instelling van de moderne Olympische Spelen waarvoor op 23 juni 1894 gestemd werd op het Internationale Atletiek Congres in Parijs.
In januari 1948 stemde het Internationaal Olympisch Comité (IOC) voor het jaarlijks in juni houden van de Wereld Olympische Dag waar door de nationale olympische comités invulling aan gegeven moest worden. Aan de eerste editie namen negen landen deel. In 1978 stelde het IOC deelname verplicht voor haar leden. In 1987 werd de eerste Olympic Day Run gehouden, een hardloop wedstrijd over 10 kilometer, die sindsdien jaarlijks gehouden wordt.
In Nederland werd de eerste Olympische Dag al in 1933 door het Nederlands Olympisch Comité georganiseerd. Dit was ter herinnering aan de Olympische Zomerspelen 1928 die in Amsterdam gehouden waren. Er werden sportwedstrijden gehouden in het Olympisch Stadion in gymnastiek, atletiek, voetbal, wielrennen en paardensport. Een officieuze wedstrijd van het Nederlands voetbalelftal was de afsluiter. In 1958 werd de Olympische Dag in deze vorm voor het laatst gehouden. Die dag speelde een voetbalelftal van schaatsers tegen een perselftal. Hierna volgde het NOC de internationale viering.

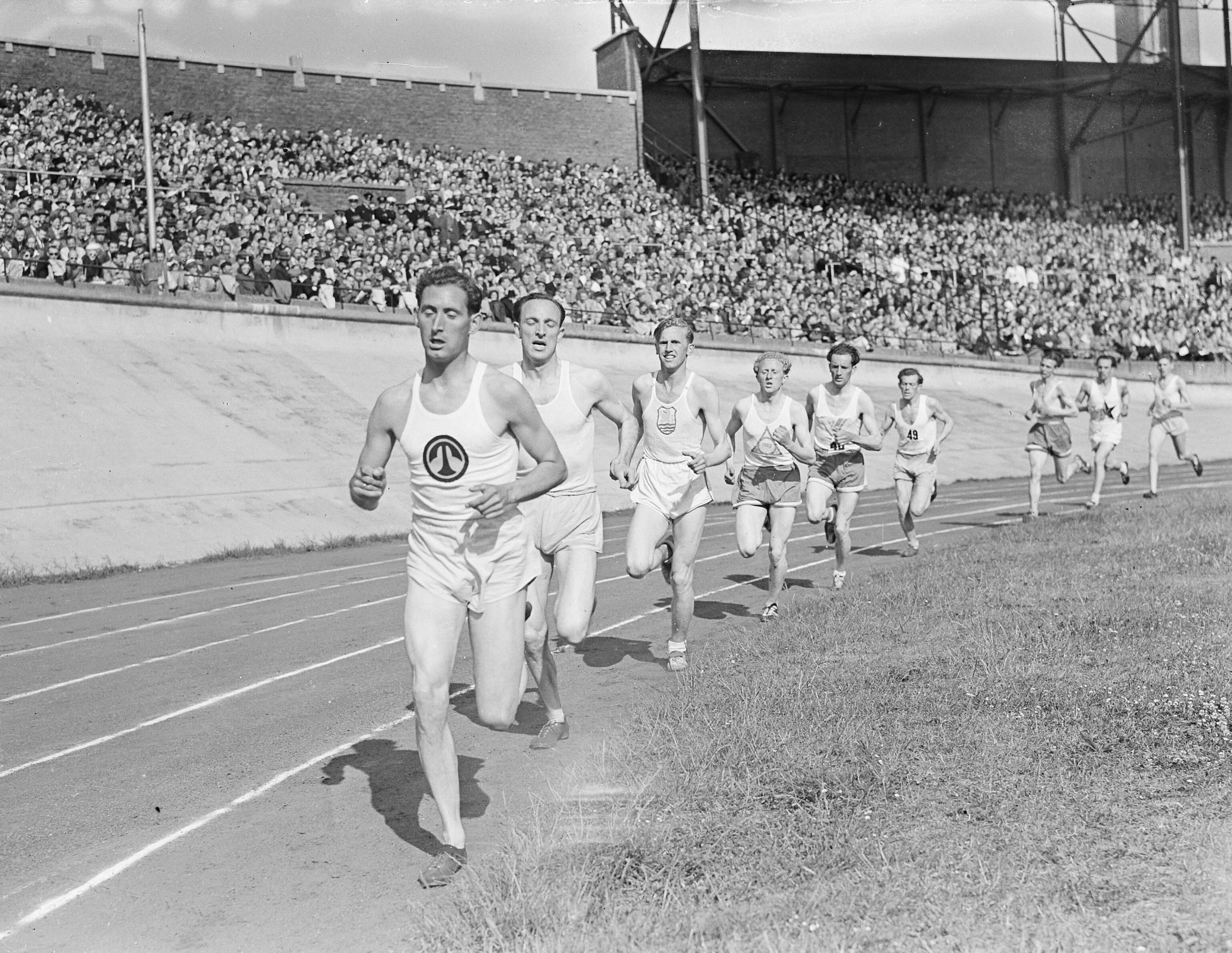
1949: Hardlopen
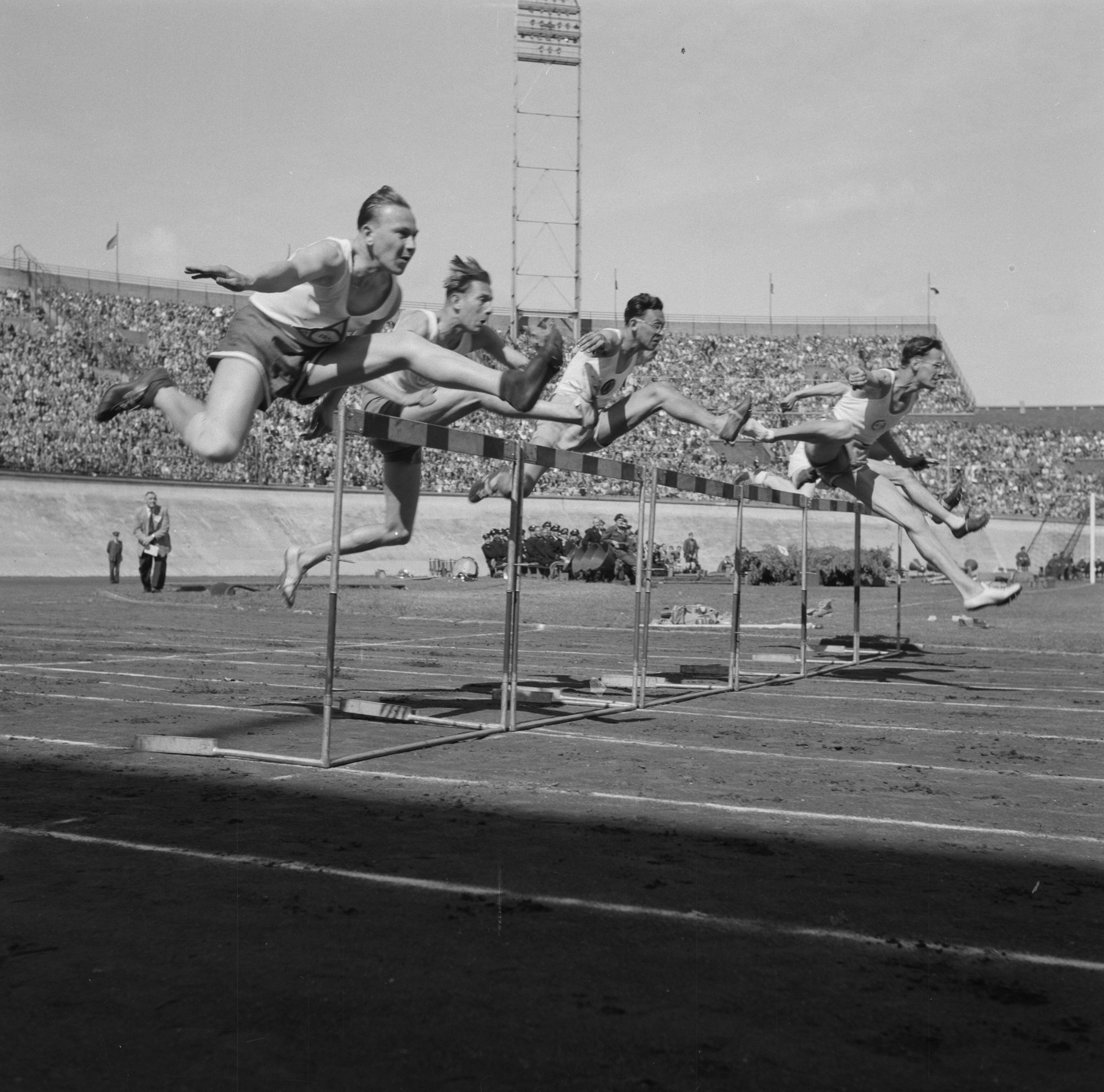
1950: Hordelopen
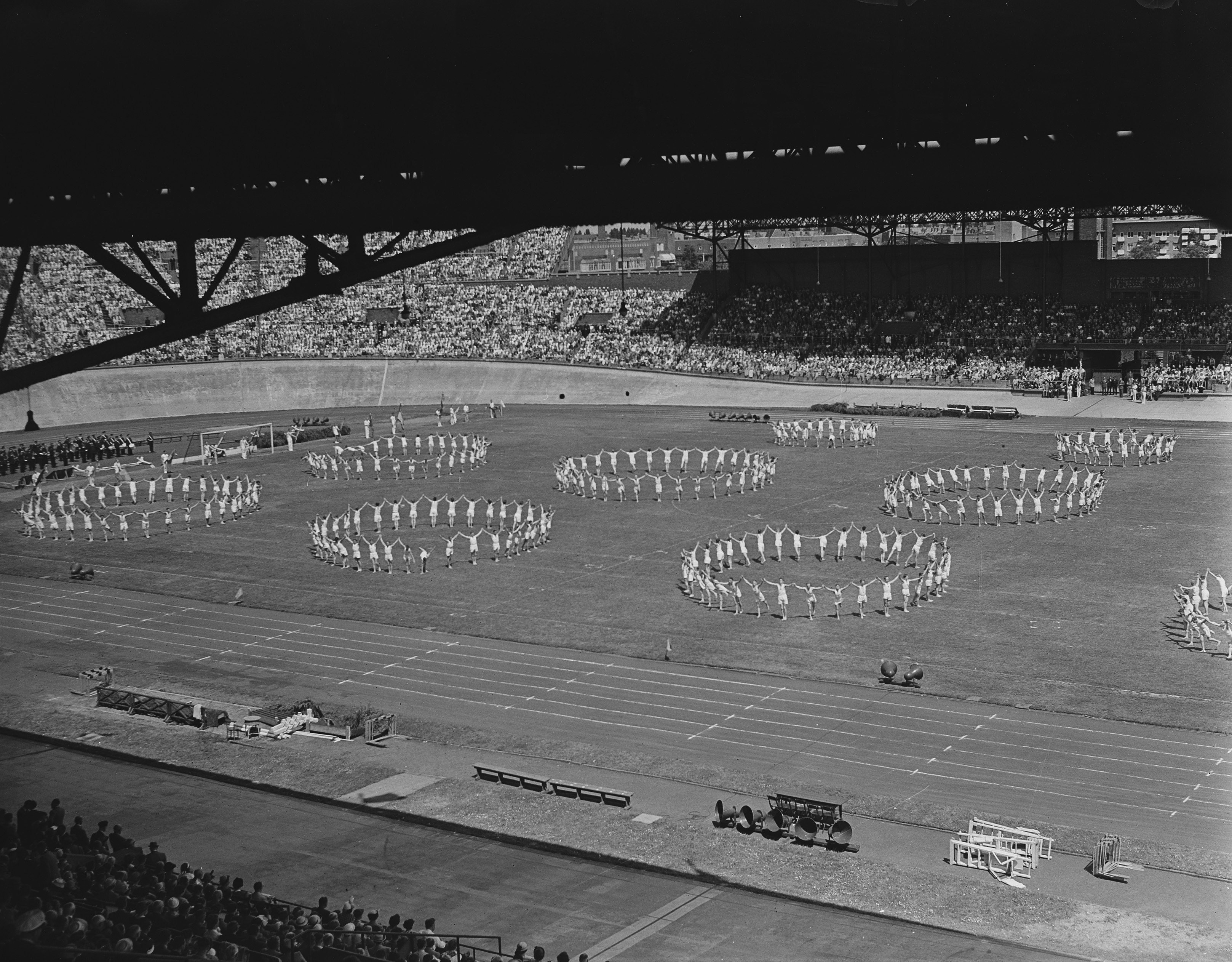
1951: Gymnastiek
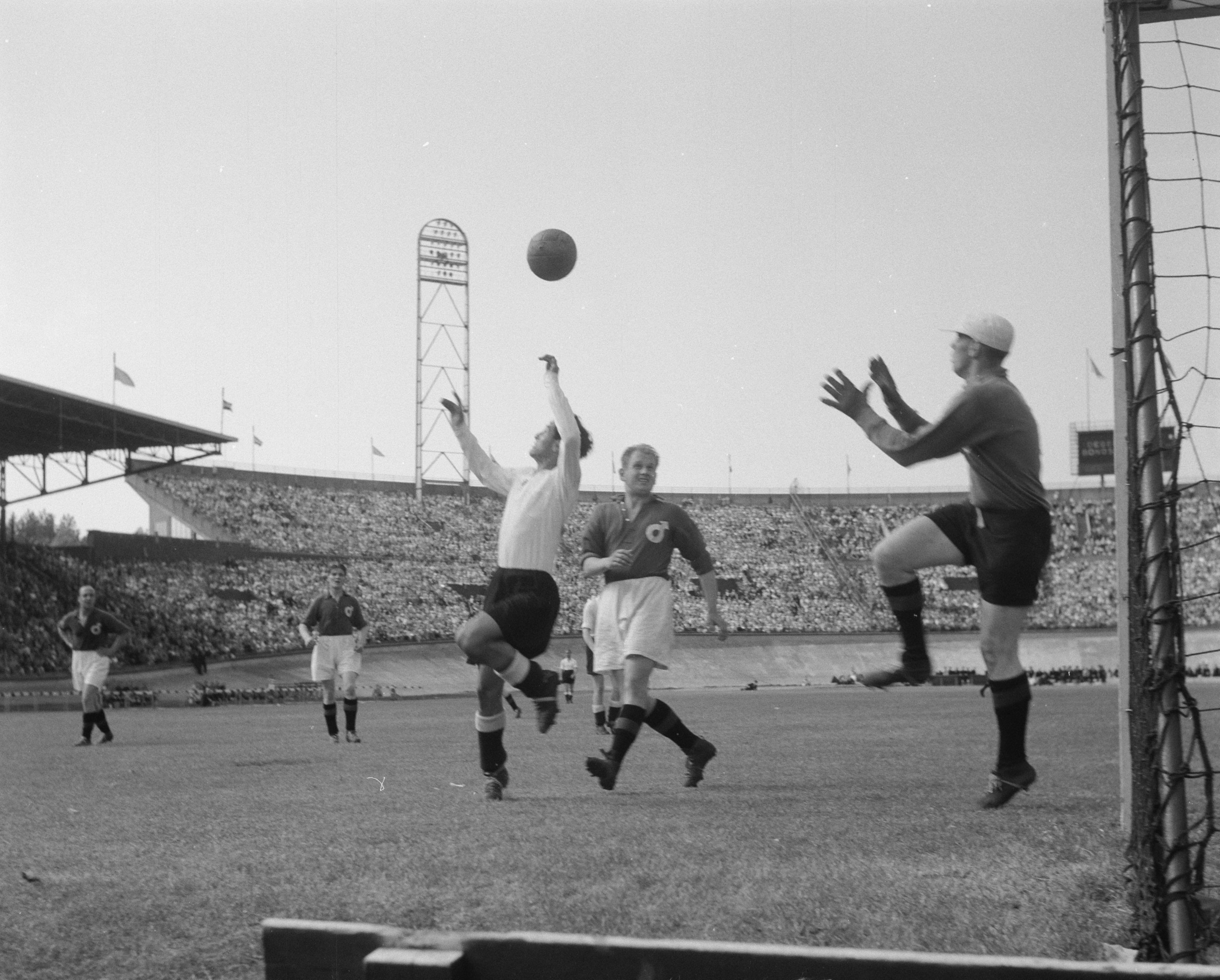
1951: Voetbal
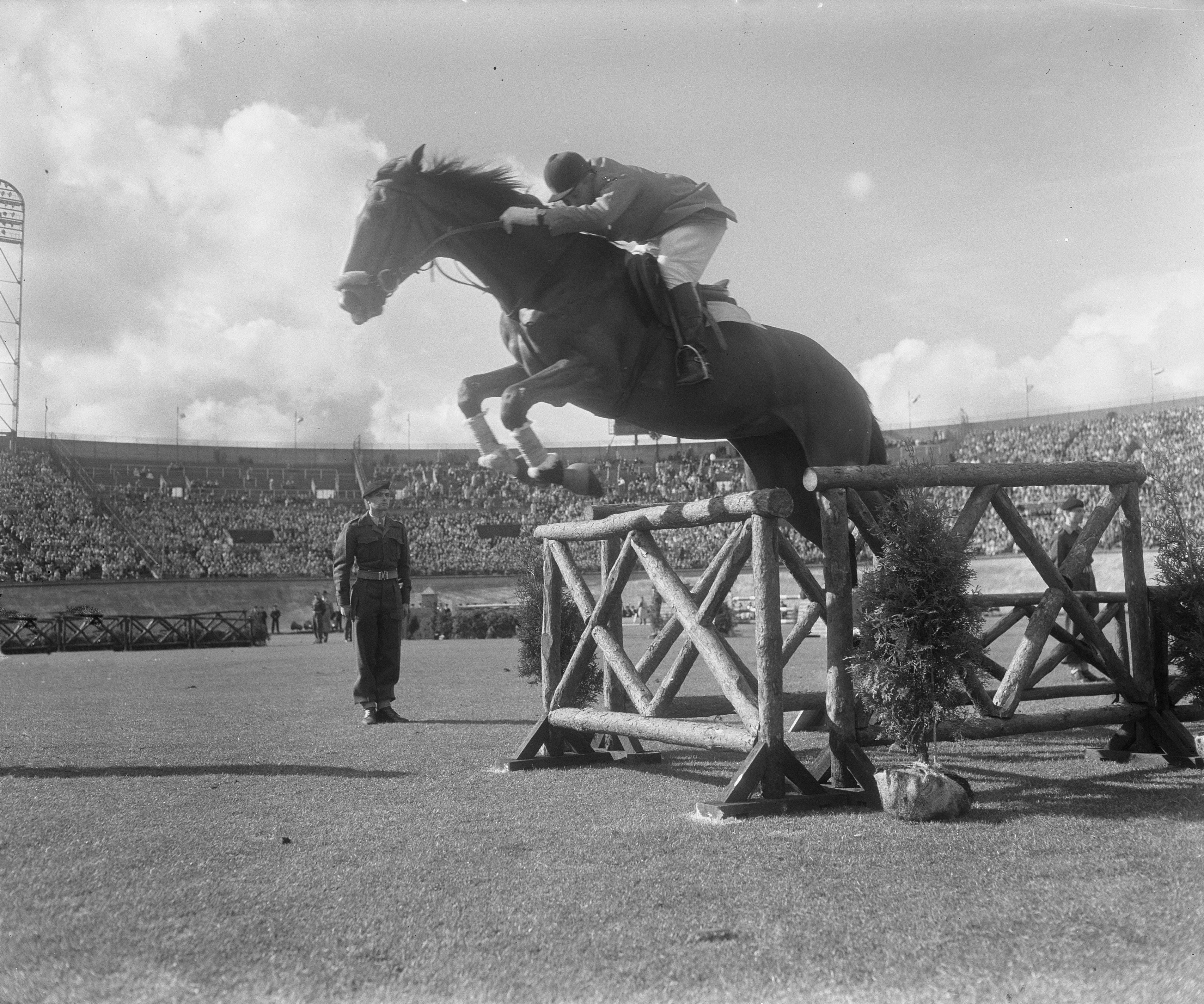
1953: Paardensprong
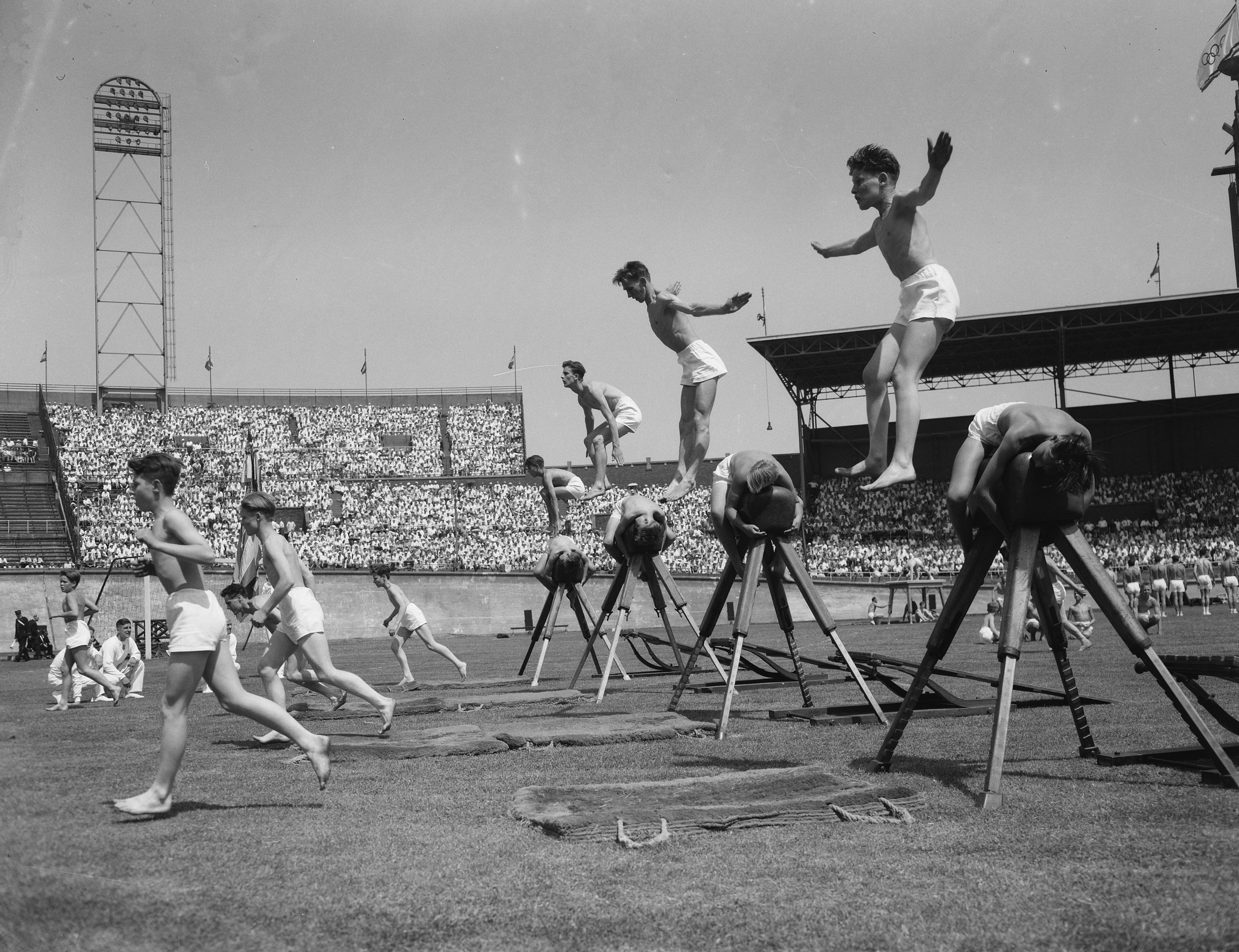
1957: Bokspringen
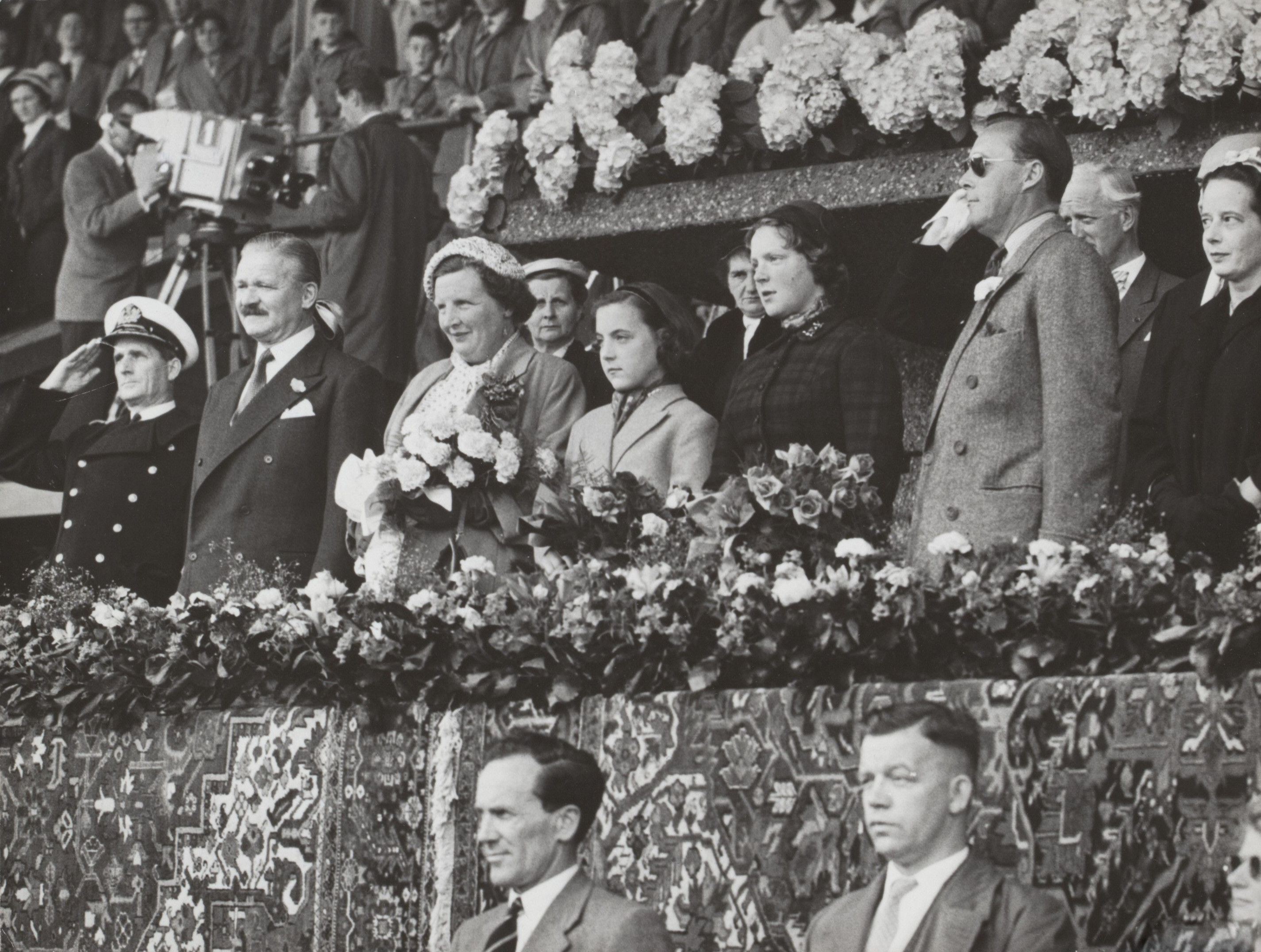
1956: Koninklijke familie als toeschouwers

België was een van de negen landen die in 1948 deelnam aan de viering van de eerste Wereld Olympische Dag.